# 1963 год
1963 (ты́сяча девятьсо́т шестьдеся́т тре́тий) год  по григорианскому календарю — невисокосный год, начинающийся во вторник. Это 1963 год нашей эры, 3‑й год 7‑го десятилетия XX века 2‑го тысячелетия, 4‑й год 1960‑х годов. Он закончился 62 года назад.
| Пн | Вт | Ср | Чт | Пт | Сб | Вс |
|    | 1  | 2  | 3  | 4  | 5  | 6  |
| 7  | 8  | 9  | 10 | 11 | 12 | 13 |
| 14 | 15 | 16 | 17 | 18 | 19 | 20 |
| 21 | 22 | 23 | 24 | 25 | 26 | 27 |
| 28 | 29 | 30 | 31 |    |    |    |

| Пн | Вт | Ср | Чт | Пт | Сб | Вс |
|    |    |    |    | 1  | 2  | 3  |
| 4  | 5  | 6  | 7  | 8  | 9  | 10 |
| 11 | 12 | 13 | 14 | 15 | 16 | 17 |
| 18 | 19 | 20 | 21 | 22 | 23 | 24 |
| 25 | 26 | 27 | 28 |    |    |    |

| Пн | Вт | Ср | Чт | Пт | Сб | Вс |
|    |    |    |    | 1  | 2  | 3  |
| 4  | 5  | 6  | 7  | 8  | 9  | 10 |
| 11 | 12 | 13 | 14 | 15 | 16 | 17 |
| 18 | 19 | 20 | 21 | 22 | 23 | 24 |
| 25 | 26 | 27 | 28 | 29 | 30 | 31 |

| Пн | Вт | Ср | Чт | Пт | Сб | Вс |
| 1  | 2  | 3  | 4  | 5  | 6  | 7  |
| 8  | 9  | 10 | 11 | 12 | 13 | 14 |
| 15 | 16 | 17 | 18 | 19 | 20 | 21 |
| 22 | 23 | 24 | 25 | 26 | 27 | 28 |
| 29 | 30 |    |    |    |    |    |

| Пн | Вт | Ср | Чт | Пт | Сб | Вс |
|    |    | 1  | 2  | 3  | 4  | 5  |
| 6  | 7  | 8  | 9  | 10 | 11 | 12 |
| 13 | 14 | 15 | 16 | 17 | 18 | 19 |
| 20 | 21 | 22 | 23 | 24 | 25 | 26 |
| 27 | 28 | 29 | 30 | 31 |    |    |

| Пн | Вт | Ср | Чт | Пт | Сб | Вс |
|    |    |    |    |    | 1  | 2  |
| 3  | 4  | 5  | 6  | 7  | 8  | 9  |
| 10 | 11 | 12 | 13 | 14 | 15 | 16 |
| 17 | 18 | 19 | 20 | 21 | 22 | 23 |
| 24 | 25 | 26 | 27 | 28 | 29 | 30 |

| Пн | Вт | Ср | Чт | Пт | Сб | Вс |
| 1  | 2  | 3  | 4  | 5  | 6  | 7  |
| 8  | 9  | 10 | 11 | 12 | 13 | 14 |
| 15 | 16 | 17 | 18 | 19 | 20 | 21 |
| 22 | 23 | 24 | 25 | 26 | 27 | 28 |
| 29 | 30 | 31 |    |    |    |    |

| Пн | Вт | Ср | Чт | Пт | Сб | Вс |
|    |    |    | 1  | 2  | 3  | 4  |
| 5  | 6  | 7  | 8  | 9  | 10 | 11 |
| 12 | 13 | 14 | 15 | 16 | 17 | 18 |
| 19 | 20 | 21 | 22 | 23 | 24 | 25 |
| 26 | 27 | 28 | 29 | 30 | 31 |    |

| Пн | Вт | Ср | Чт | Пт | Сб | Вс |
|    |    |    |    |    |    | 1  |
| 2  | 3  | 4  | 5  | 6  | 7  | 8  |
| 9  | 10 | 11 | 12 | 13 | 14 | 15 |
| 16 | 17 | 18 | 19 | 20 | 21 | 22 |
| 23 | 24 | 25 | 26 | 27 | 28 | 29 |
| 30 |    |    |    |    |    |    |

| Пн | Вт | Ср | Чт | Пт | Сб | Вс |
|    | 1  | 2  | 3  | 4  | 5  | 6  |
| 7  | 8  | 9  | 10 | 11 | 12 | 13 |
| 14 | 15 | 16 | 17 | 18 | 19 | 20 |
| 21 | 22 | 23 | 24 | 25 | 26 | 27 |
| 28 | 29 | 30 | 31 |    |    |    |

| Пн | Вт | Ср | Чт | Пт | Сб | Вс |
|    |    |    |    | 1  | 2  | 3  |
| 4  | 5  | 6  | 7  | 8  | 9  | 10 |
| 11 | 12 | 13 | 14 | 15 | 16 | 17 |
| 18 | 19 | 20 | 21 | 22 | 23 | 24 |
| 25 | 26 | 27 | 28 | 29 | 30 |    |

| Пн | Вт | Ср | Чт | Пт | Сб | Вс |
|    |    |    |    |    |    | 1  |
| 2  | 3  | 4  | 5  | 6  | 7  | 8  |
| 9  | 10 | 11 | 12 | 13 | 14 | 15 |
| 16 | 17 | 18 | 19 | 20 | 21 | 22 |
| 23 | 24 | 25 | 26 | 27 | 28 | 29 |
| 30 | 31 |    |    |    |    |    |

## События

### Январь

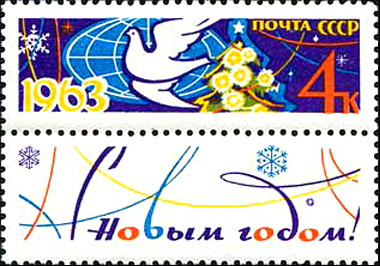
Почтовая марка СССР, 1963 год

- 3 января — состоялся первый полёт пассажирского самолёта Ил-62.
- 4 января — установлено прямое воздушное сообщение СССР с Сирией и Ираком[1].
- 7 января
  - Советско-китайский раскол: в СССР газета «Правда» опубликовала передовую статью Укрепим единство коммунистического движения с критикой руководства Албании, но не коснулась разногласий с Китаем[2].
  - Открыто регулярное авиасообщение Москва — Гавана[3].
- 10 января — в СССР упразднена Марыйская область Туркменской ССР[4].
- 11 января — между СССР и Республикой Куба подписано Соглашение о сотрудничестве в проведении работ по орошению и осушению земель
- 13 января — во время военного переворота в Того убит первый президент страны Сильванус Олимпио[5].
- 14 января — в Приморском крае потерпел катастрофу стратегический бомбардировщик «Ту-16», погиб весь экипаж, 6 человек[6].
- 15 января — глава Повстанческого комитета Того сержант Эмманюэль Боджоле передал власть лидеру партии Движение тоголезского народа Николасу Груницкому (до 13 января 1967 года)[5].
- 16 января — в Иркутской области на взлёте разбился стратегический бомбардировщик «Ту-16», погиб весь экипаж, 6 человек[6].
- 17 января — заключено соглашение, согласно которому Советский Союз обязался заниматься орошением и осушением земель на Кубе[7].
- 18 января — создан Протекторат Южной Аравии из тех областей Аденского протектората, которые не вошли в Федерацию Южной Аравии. Протекторат Южной Аравии состоял из государств Катири, Махра, Куайти и Вахиди Бир Али, располагавшихся на исторической территории Хадрамаут, и государства Верхняя Яфа, которая была частью Западного протектората Аден.
- 20 января
  - Советско-китайский раскол: представитель Компартии КНР У Сюцюань на VI съезде СЕПГ в Берлине обвинил КПСС в том, что она не поддерживает усилия КПК по разрешению разногласий внутри международного коммунистического движения и призвал её прекратить критику Албании. Н. С. Хрущёв предложил прекратить полемику между партиями до созыва совещания коммунистических и рабочих партий[8].
  - Министр иностранных дел Индонезии Субандрио обвинил Малайю во враждебных действиях против Индонезии в связи с проектом объединения Малайи с Сингапуром и британскими протекторатами на острове Калимантан в Федерацию Малайзия. Субандрио официально провозгласил политику конфронтации против Малайзии[9].
- 21 января — войска ООН ликвидировали самопровозглашённое Государство Катанга на территории Республики Конго (Леопольдвиль). Президент Катанги Моиз Чомбе бежал из страны[10].
- 22 января — Палата депутатов Национального конгресса Бразилии приняла решение о возврате к президентской форме правления. Пост премьер-министра упразднён, кабинет Эрмеса Лимы ушёл в отставку, вся власть перешла к президенту Жуана Гуларту[11].
- 23 января
  - В Каире подписан контракт о продолжении работы советских физиков в лаборатории ядерной физики атомного центра Египта[11].
  - В Кувейте прошли первые в истории страны парламентские выборы[11].
- 26 января — в Иране на референдуме утверждены предложенные шахом Мохаммедом Реза Пехлеви реформы, получившие название «Белой революции»[11]. Аятолла Рухолла Хомейни объявил эти реформы не соответствующими исламским нормам[12].
- 27 января — после вооружённых выступлений в португальской колонии Мозамбик введено чрезвычайное положение[11].
- 30 января — вступила в силу первая Конституция независимого Кувейта[13].
- 31 января — между СССР и Народной Республикой Болгарией подписан Протокол об оказании Союзом ССР технического содействия НРБ в развитии нефтяной промышленности и в проведении геологоразведочных работ на нефть.

### Февраль
- 1 февраля
  - В СССР введено новое административное деление — в краях и областях районы разделены на сельские и промышленные.
  - Над Анкарой столкнулись самолёты Vickers 754D Viscount ливанской авиакомпании Middle East Airlines и турецкий военный Douglas C-47A-80-DL, погибли 104 человека, из них 87 — на земле.
- 5 февраля
  - В СССР создан Среднеазиатский экономический район в составе Узбекистана, Кыргызстана, Таджикистана и Туркменистана[14].
  - Советский Союз направляет Франции ноту протеста по поводу заключения 22 января 1963 года Елисейского договора с ФРГ и заявляет, что он «нацелен на дальнейшее осложнение международной обстановки, на раздувание противоречий вокруг Западного Берлина»[15].
- 6 февраля — Советский Союз выразил протест против решения правительства Японии разрешить атомным подводным лодкам ВМС США заход в порты страны[1].
- 8 февраля
  - В ходе военного переворота в Ираке (Революционное движение 14 рамадана) убит глава правительства генерал Абдель Керим Касем. Власть перешла Партии арабского социалистического возрождения (Баас). Президентом назначен генерал Абдул Салам Ареф (погиб 13 апреля 1966 года), премьер-министром — бригадный генерал Ахмед Хасан аль-Бакр (до 18 ноября 1963 года)[16].

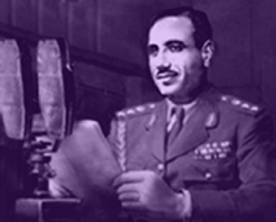
8 февраля: Военный переворот в Ираке. К власти приходит генерал Абдул Салам Ареф и Партия арабского социалистического возрождения.

- - Катастрофа Ан-10 под Сыктывкаром.
- 9 февраля — в США выполнил первый полёт Boeing 727.
- 10 февраля
  - Советско-китайский раскол: в СССР опубликовано заявление Н. С. Хрущёва и Р. Я. Малиновского телевидению Франции по случаю очередной годовщины Сталинградской битвы. Подвергнуто критике выступление китайской делегации на съезде СЕПГ, выражено стремление КПСС «улучшить атмосферу и подготовить необходимые условия для созыва совещания братских партий» по разрешению противоречий между КПСС и КПК[8].
  - Распространено заявление Политбюро ЦК Партии трудящихся Вьетнама, в котором предложен план урегулирования разногласий между КПСС и КПК путём прекращения всякой критики и созыва совещания этих партий для решения всех вопросов.
- 12 февраля
  - Советский Союз выступил с инициативой к ядерным державам отказаться от использования иностранных территорий для размещения стратегических средств доставки атомного оружия[17].
  - Катастрофа Boeing 720 в Эверглейдсе.
- 15 февраля — председатель Революционного совета Бирмы генерал У Не Вин заявил, что все частные торговые и промышленные предприятия страны будут национализированы[18]
- 21 февраля — Советско-китайский раскол: письмо ЦК КПСС к ЦК КПК с предложением о начале «товарищеских консультаций». КПСС считает, что «не следует преувеличивать имеющиеся расхождения».
- 22 февраля — между СССР и Болгарией подписано Соглашение об оказании технического содействия в строительстве и расширении промышленных предприятий и объектов в НРБ.
- 23 февраля
  - Советско-китайский раскол: Мао Цзэдун в ответ на письмо ЦК КПСС предложил Н. С. Хрущёву посетить Пекин во время визита в Камбоджу, либо прислать делегацию для переговоров[19].
  - Правительство Бирмы национализировало все частные иностранные и национальные банки страны[18].
- 26 февраля — Катастрофа Ил-18 в заливе Шелихова[20].
- 27 февраля — на пост президента Доминиканской республики вступил Хуан Бош Гавиньо, победивший на выборах в декабре 1962 года[21].

### Март
- 1 марта — Китайско-индийский конфликт: министерство обороны КНР заявляет об отводе китайских войск в Индии на заранее согласованные позиции[22].
- 3 марта — в результате военного переворота смещён с поста глава правящей хунты Перу генерал Рикардо Перес Годой. Новым главой государства стал премьер-министр дивизионный генерал Николас Эдуардо Линдлей, заявивший о возврате к конституционному правлению и назначивший всеобщие выборы на июнь 1963 года.
- 5 марта — Катастрофа Ил-18 в Ашхабаде.
- 7 марта — принята конституция Сенегала[23].
- 8 марта — в Сирии произошёл военный переворот, в результате которого к власти пришла Партия арабского социалистического возрождения (ПАСВ) и Национальный совет революционного командования во главе с генерал-лейтенантом Луаем аль-Атасси (до 27 июля 1963 года)[24].

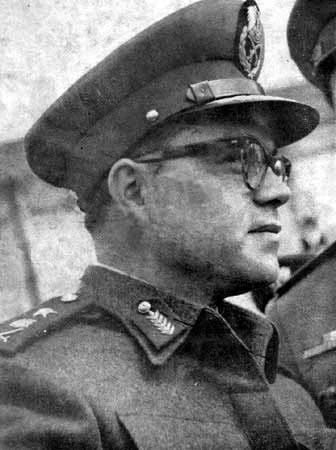
8 марта: Военный переворот в Сирии. К власти приходят военные во главе с генерал-лейтенантом аль-Атасси и Партия арабского социалистического возрождения.

- 9 марта — Советско-китайский раскол: распространён ответ ЦК КПК на письмо ЦК КПСС от 21 февраля. КПК согласилась на созыв совещания по урегулированию разногласий, прекратила критику и изложила свой взгляд на ситуацию[25].
- 13 марта
  - Советский Союз признал государство Кувейт, получившее независимость в июне 1961 года[26].
  - На совместном заседании ЦК КПСС и Совета Министров СССР для управления экономикой Советского Союза вновь образован Высший совет народного хозяйства СССР, существовавший в 1923—1932 годах. Председателем ВСНХ назначен Д. Ф. Устинов[14]. Ввиду отказа от семилетнего планирования обсуждается проект Восьмой пятилетки (1966—1970)[27].
- 17 марта — в связи с продовольственным кризисом в СССР Н. С. Хрущёв выступает с инициативой создания молочно-овощных хозяйств вокруг крупных городов и промышленных центров[27].
- 21 марта — в СССР произведён запуск ИСЗ «Космос-13».
- 21 марта — закрылась тюрьма Алькатрас.
- 22 марта — The Beatles выпускают альбом «Please Please Me», свой первый долгоиграющий альбом в Великобритании, который сразу же занимает лидирующие позиции в британских хит-парадах.
- 23 марта
  - Конкурс песни Евровидение.
  - В СССР образован союзно-республиканский Комитет по кинематографии[14].
- 25 марта — перекрыт Енисей в районе Красноярской ГЭС[28].
- 31 марта — в результате военного переворота свергнут гражданский президент Гватемалы Хосе Мигель Идигорас Фуэнтес. К власти пришёл полковник Альфредо Перальта Асурдия (до 1 июля 1966 года)[29].

### Апрель
- 1 апреля — убит министр иностранных дел правительства национального единства Лаоса Киним Фолсена, выступавший за сотрудничество с Патриотическим фронтом Лаоса[30].
- 2 апреля
  - С космодрома Байконур осуществлён пуск ракеты-носителя «Молния», которая вывела на траекторию полёта к Луне автоматическую межпланетную станцию «Луна-4Е».
  - Началось восстание аргентинского военно-морского флота.
- 3 апреля — в СССР опубликовано письмо ЦК КПСС к ЦК КПК от 30 марта, в котором предложено провести встречу на высшем уровне в Москве 15 мая[19].
- 4 апреля — Катастрофа Ил-18 под Казанью.
- 5 апреля — автоматическая межпланетная станция «Луна-4Е» из-за отклонения траектории полёта от расчётной прошла на расстоянии 8500 километров от поверхности Луны и затерялась в космосе. Предполагалось, что АМС осуществит мягкую посадку на поверхность Луны.
- 11 апреля — в результате покушения у здания Национального собрания Алжира смертельно ранен министр иностранных дел Алжира Мохамед Хемисти. Скончался 4 мая[31].
- 13 апреля
  - В СССР произведён запуск ИСЗ «Космос-14».
  - Национальное собрание Республики Конго приняло закон о введении в стране однопартийной системы и создании единой правящей партии на базе трёх существующих[32].
  - Принята временная конституция Йеменской Арабской Республики[33].
- 17 апреля — после переговоров лидеров трёх стран в Каире объявлено о предстоящем объединении ОАР, Сирии и Ирака в новую Объединённую Арабскую Республику. В июле Гамаль Абдель Насер заявил, что объединение не состоится, пока у власти в Сирии и Ираке находится партия БААС[34].
- 22 апреля
  - После отставки консерватора Джона Дифенбейкера новым премьер-министром Канады стал Лестер Боулс Пирсон, лидер Либеральной партии, одержавшей победу на выборах 8 апреля 1963 года[35].
  - В СССР произведён запуск ИСЗ «Космос-15».
- 23 апреля
  - В Иерусалиме скончался президент Израиля Ицхак Бен-Цви[36].
  - Глава правительства Алжира Ахмед бен Белла стал генеральным секретарём Фронта национального освобождения после отставки Мохаммада Хидера[37].
  - Избран первый Всемирный дом справедливости
- 24 апреля — на Конференции ООН принята Венская конвенция о консульских сношениях.
- 26 апреля — в Йеменской Арабской Республике президентским декретом создан Центральный совет по делам племён, племенным шейхам переданы права местного самоуправления и сбора налогов, членам провинциальных советов шейхов были установлены государственные оклады[33].
- 28 апреля — в СССР произведён запуск ИСЗ «Космос-16».
- 30 апреля — Египет и Саудовская Аравия подписали соглашение о разделении сил в Северном Йемене и прекращении военных действий[38]

### Май
- 1 мая
  - Бывшая голландская колония Западный Ириан, находившаяся под управлением Временной администрации ООН, передана Индонезии.
  - На пост президента Никарагуа вступил Рене Шик Гутьеррес[39].
- 3 мая — Национальный совет революционного командования Сирии издал декрет о национализации всех банков страны.
- 5 мая — массовые выступления негритянского населения Бирмингема (штат Алабама, США) против расовой дискриминации[40].
- 9 мая — Чжоу Эньлай уведомил посла СССР в КНР о том, что ЦК КПК готов направить в Москву делегацию во главе с Генеральным секретарём ЦК КПК Дэн Сяопином для разрешения разногласий[41].
- 14 мая — Кувейт становится членом ООН[26].
- 15 мая
  - 6-й Пилотируемый космический полёт (США) — астронавт Гордон Купер на корабле Меркурий-9.
  - Советский Союз обвинил в шпионаже и объявил персонами нон грата ряд сотрудников посольств США и Великобритании в Москве[15].
  - Советский лётчик А. А. Луценко на вертолёте Ми-1 установил мировой рекорд дальности полёта по замкнутому маршруту, пролетев 1164 километра[42].
- 16 мая — подал в отставку премьер-министр Италии Аминторе Фанфани, обвинённый в ослаблении позиций Христианско-демократической партии на парламентских выборах 28-29 апреля 1963 года[43].
- 17 мая
  - Советско-китайский раскол: в СССР газета «Правда» публикует сообщение том, что ЦК КПСС утвердил состав партийной делегации для переговоров с руководителями Коммунистической партии Китая 5 июля. Главой делегации назначен секретарь ЦК КПСС М. А. Суслов, членами делегации секретари ЦК КПСС Ю. В. Андропов, Л. Ф. Ильичёв и Б. Н. Пономарёв[41].
  - В Марокко прошли первые в истории страны парламентские выборы, на которых победил монархический Фронт защиты конституционных институтов[44].
- 18 мая
  - Подписаны соглашение и налоговая конвенция между Францией и Монако, положившие конец конфликту из-за отказа Монако ввести изменения в области налогообложения. Франция сняла таможенный кордон на границе с княжеством[45].
  - Авария Ту-104 в Ржевке.
- 20 мая
  - СССР распространяет ноту протеста против размещения в Средиземном море атомных подводных лодок США с ракетами «Поларис» и предлагает объявить Средиземноморье зоной свободной от ядерного оружия[15].
  - Президент Египта Гамаль Абдель Насер выступил с речью, в которой заявил о единстве революционного движения в арабском мире и о том, что египетский экспедиционный корпус в Северном Йемене защищает йеменскую революцию и право Йемена на самоопределение[46].
- 21 мая
  - Новым президентом Израиля стал Залман Шазар[36].
  - СССР и США подписали соглашение о сотрудничестве в области использования атомной энергии в мирных целях[47].
- 22 мая
  - В СССР произведён запуск ИСЗ «Космос-17».
  - На митинге сторонников мира в Салониках (Греция) смертельно ранен в ходе столкновений один из лидеров всемирного движения за мир Григорис Ламбракис. Скончался 27 мая[48].
- 23 мая — Фиделю Кастро присвоено звание Героя Советского Союза[42].
- 24 мая — в СССР произведён запуск ИСЗ «Космос-18».
- 26 мая — президент Йеменской Арабской Республики маршал Абдалла ас-Салляль подписал декрет, которым дал себе право объявлять в стране чрезвычайное положение[49].
- 28 мая — президент Финляндии Урхо Кекконен выступил с предложением объявить страны Северной Европы безъядерной зоной[50].
- 29 мая — Центральный комитет Патриотического фронта Лаоса выступил с заявлением, в котором призвал США и правительство в Саваннакхете выполнять Женевские соглашения 1962 года, прекратить репрессивные акции против Фронта и сторонников урегулирования, освободить арестованных и т. д.[30].

### Июнь
- 1 июня
  - Джомо Кениата стал премьер-министром Британской Кении, которая в этот день получила внутреннее самоуправление[51].
  - На всей территории Йеменской Арабской Республики введено чрезвычайное положение[49].
- 3 июня
  - В Ватикане на 82 году жизни скончался Папа Римский Иоанн XXIII[52].
  - Катастрофа DC-7 близ Александровского архипелага.
- 4 июня — между СССР и Кубой подписано Соглашение об оказании Союзом ССР технического содействия Республике Куба в создании учебного центра по подготовке механизаторов сельского хозяйства.
- 5 июня — аятолла Рухолла Хомейни арестован властями Ирана за критику модернизационных реформ шаха Мухаммеда Резы Пехлеви[12].
- 11 июня
  - Иракское правительство генерала Ахмеда Хасана аль-Бакра начало войну в Курдистане.
  - Реформа образования в Албании. Введено обязательное обучение в 8-летних политехнических средних школах с общественно-полезным трудом[53].
- 13 июня
  - Боливия вышла из Совета Организации американских государств в связи с территориальным конфликтом с Чили[54].
  - в Полтавской области разбился стратегический бомбардировщик «Ту-16», погиб весь экипаж, 6 человек[6].
- 14 июня
  - В СССР стартовал «Восток-5» с космонавтом Валерием Быковским. Посадка 19 июня.
  - Письмо ЦК КПК к ЦК КПСС с изложением взглядов китайских коммунистов[25].

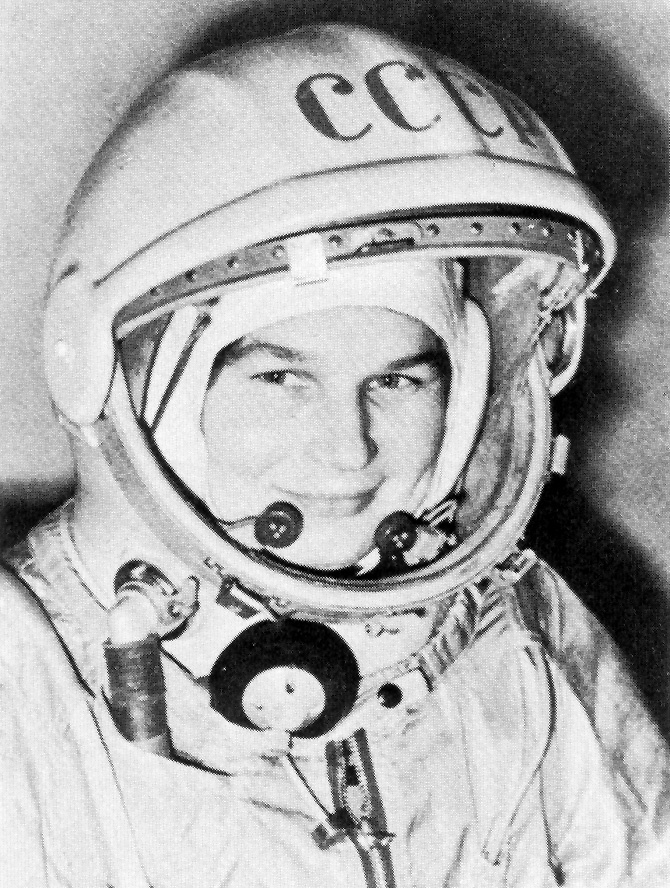
Валентина Терешкова — первая женщина в космосе

- 16 июня — в СССР стартовал «Восток-6» с первой женщиной-космонавтом Валентиной Терешковой. Посадка 19 июня[55].
- 18 июня
  - В Москве открылся очередной пленум ЦК КПСС, который избрал Председателя Президиума Верховного Совета СССР Л. И. Брежнева и 1-го секретаря ЦК Компартии Украины Н. В. Подгорного секретарями ЦК КПСС. На них возложены обязанности второго секретаря ЦК КПСС в связи с болезнью Ф. Р. Козлова. Пленум завершил работу 21 июня[56].
  - Советско-китайский раскол: Заявление ЦК КПСС с осуждением позиции ЦК КПК, изложенной в письме от 14 июня[25].
- 20 июня
  - Провал советско-китайских переговоров в Москве в связи с неприятием Китаем советской политики мирного сосуществования.
  - СССР и США подписали Меморандум об установлении линии прямой связи.
- 21 июня
  - Конклав кардиналов избрал новым Папой Римским архиепископа Милана кардинала Джованни Батисту Монтини, который принял имя Павла VI[52].
  - Советско-китайский раскол: Пленум ЦК КПСС обсудил разногласия с КПК и отверг обвинения в адрес КПСС. Решено отстаивать свою позицию на предстоящих в июле переговорах.
  - Ушёл в отставку первый премьер-министр Израиля Давид Бен-Гурион. Новым главой правительства стал министр финансов Леви Эшколь[36].
  - В Италии в условиях затяжного правительственного кризиса сформировано служебное правительство Джованни Леоне[57].
  - Один из лидеров правой лаосской группировки генерал Фуми Носаван заявил, что с этого дня в Лаосе началась война с Патриотическим фронтом Лаоса. К этому времени армия проводит операции по «прочёсыванию и умиротворению» в районе г. Сиангкхуанг, в Долине Кувшинов и в Центральном Лаосе[58].
- 24 июня — в студии Би-Би-Си в Лондоне впервые продемонстрирован бытовой видеомагнитофон.
- 26 июня — Джон Ф. Кеннеди произнёс свою культовую речь «Я — берлинец» в Западном Берлине, Германия.
- 29 июня — в СССР сообщено о подписании соглашения о проведении советскими военными специалистами разминирования минных полей в западных и восточных зонах Алжира[59].

### Июль
- 2 июля — находящийся в Восточном Берлине советский лидер Н. С. Хрущёв выдвигает инициативу заключить договор о запрете ядерных испытаний в трёх средах[17].
- 3 июля — антиправительственное восстание в главном военном лагере Ирака «Рашид» под Багдадом. Выступление подавлено после того, как против солдат, не желавших отправляться на курдский фронт, были брошены танки[60].
- 5 июля
  - Советско-китайский раскол: в Москве начались переговоры между делегацией ЦК КПСС во главе с секретарём ЦК КПСС М. А. Сусловым и делегацией ЦК Коммунистической партии Китая во главе с генеральным секретарём ЦК КПК Дэн Сяопином по урегулированию противоречий между партиями. Переговоры прошли безрезультатно, и 20 июля в них был объявлен перерыв на неопределённое время. Китайская делегация вернулась в Пекин[61].
  - В Республике Конго (Браззавиль) Национальный комитет объединённых рабочих организаций потребовал от правительства отставки ряда министров, роспуска парламента, отмены однопартийной системы и принятия мер по борьбе с коррупцией. Правительство отвергло требования и запретило проведение митингов и демонстраций[62].
  - Эфиопия разорвала дипломатические отношения с Португалией[63].
- 6 июля — ночью смещён с постов и арестован министр обороны и начальник Генерального штаба армии Сирии генерал Зияд Харири, выступавший главой оппозиции партии Баас. 8 июля он посажен на самолёт и отправлен в Вену (Австрия). В сирийской армии начата чистка от сторонников объединения с Египтом[64].
- 7 июля — Советско-китайский раскол: в Пекине прошёл массовый митинг, на котором руководители КНР выступили с протестом против высылки из СССР 5 сотрудников китайского посольства и аспирантов, распространявших в Москве Письмо ЦК КПК от 14 июня с критикой КПСС[65].
- 8 июля — Великобритания, Малайская Федерация, Сингапур, Саравак и Сабах подписали соглашение об объединении Малайи, Сингапура, Саравака и Сабаха в Федерацию Малайзия 31 августа 1963 года[66].
- 9 июля — правительство СССР предостерегло Сирию от участия в военных действиях против курдов на территории Ирака[67].
- 11 июля
  - Военный переворот в Эквадоре. Конституционный президент Карлос Хулио Аросемена Монрой свергнут и выслан в Панаму, к власти пришла военная хунта во главе с адмиралом Рамоном Кастро Хихоном[68].
  - Заявление советского правительства правительствам Ирака и Сирии. СССР предупреждает, что война в Ираке может привести к вмешательству западных держав в дела региона[69].
  - Президент Индонезии Сукарно заявил в связи с подписанием соглашения о провозглашении Федерации Малайзия, что Индонезия не согласна с её созданием: «Мы не признаём её, мы против неё»[70].
- 13 июля
  - Взрывом бомбы на Могиле неизвестного солдата в Брюсселе погашен Вечный огонь, зажжённый вскоре после Первой мировой войны в память о погибших[71].
  - Катастрофа Ту-104 под Иркутском.
- 16 июля — в перестрелке с полицией убиты бывший начальник охраны президента Гаити Клеман Бардо и его сообщники, готовившие покушение на президента Франсуа Дювалье[72].
- 17 июля — Сенегал и Берег Слоновой Кости разорвали консульские отношения с Португалией и запретили португальским судам и авиации пользоваться их портами и аэродромами[73].
- 18 июля — после того, как глава Сирии генерал Луай Атасси вылетел в Каир для переговоров, в Дамаске предпринята попытка военного переворота. После боёв в сирийской столице с применением танков и авиации правительству партии Баас удалось сохранить власть[74].
- 19 июля — Боливия разорвала дипломатические отношения с ЮАР[75].
- 23 июля — после выступления президента Египта Насера с критикой руководителей Сирии и Ирака, министр информации Сирии заявил, что его правительство считает эти заявления «официальным денонсированием Декларации от 17 апреля», предполагавшей создание федерации Египта, Сирии и Ирака[76].
- 25 июля — очередная попытка военного переворота в Сирии. Сторонники союза с Египтом произвели обстрел президентского дворца, в Дамаске начались бои с применением военной авиации. Радио сообщило, что попытка подавлена, начаты новые аресты[77].
- 26 июля
  - Сильным землетрясением разрушен город Скопье в Югославии, погибло более 2000 жителей. Подземные толчки прошли по Балканам, Центральной и Южной Италии[78].
  - Гватемала разорвала дипломатические отношения с Великобританией из-за конфликта вокруг Британского Гондураса[79].
- 27 июля — после конфликта внутри правящей группировки новым председателем Национального совета революционного командования Сирии назначен министр внутренних дел Амин аль-Хафез
- 28 июля
  - На пост президента Перу вступил Фернандо Белаунде Терри, победивший на президентских выборах 9 июня 1963 года.
  - Во время воздушного парада в честь Дня Воздушного флота над островом Русский в Приморском крае столкнулмсь и разбились 2 стратегических бомбардировщика «Ту-16», погибли оба экипажа, 12 человек[6].
- 29 июля — в СССР выполнил первый полёт Ту-134.
- 30 июля — Саудовская Аравия и Кувейт подписали соглашение о разделе пограничной нейтральной зоны. По соглашению все доходы от нефти, добытой в нейтральной зоне, должны были делиться поровну между двумя государствами[80].
- 31 июля — Советско-китайский раскол: в Пекине распространено Заявление правительства Китайской Народной Республики с критикой Договора о запрещении испытаний ядерного оружия, который должен быть подписан в Москве в августе. Руководство КНР назвало договор «обманом народов», упрочением ядерной монополии трёх держав и «капитуляцией перед американским империализмом». КНР предложила полный запрет и уничтожение ядерного оружия[81].

### Август
- 1 августа — Ливия разорвала все экономические связи с Португалией и ЮАР и запретила их судам и авиации пользоваться своими портами и аэродромами (дипломатических отношений с этими странами Ливия не имела)[82].
- 5 августа
  - В Москве подписан Договор о запрещении испытаний ядерного оружия в атмосфере, космическом пространстве и под водой.
  - Около 250 бывших гаитянских военных во главе с бывшим командующим армией Леоном Кантавом высадились на побережье Гаити в районе Кап-Аитьена с целью свержения режима Франсуа Дювалье. Десант разгромлен правительственными силами[83][84][85].
- 6 августа
  - В СССР произведён запуск ИСЗ «Космос-19».
  - Президент Франции генерал де Голль направил президенту США Д. Кеннеди и премьер-министру Великобритании Г. Макмиллану ответы на их послание от 25 июля, в которых заявил, что Франция не будет подписывать договор о запрещении испытаний ядерного оружия в Москве[86].
- 8 августа
  - Корабли ВМС США обстреляли советский рыболовный траулер. Между странами произведён обмен нотами[15].
  - В Великобритании совершено дерзкое ограбление почтового поезда Глазго-Лондон, организованное дельцом криминального мира, наркоторговцем Брюсом Рейнольдсом. 15 грабителей унесли из поезда 2,6 миллиона фунтов стерлингов, машинист поезда Джек Миллс получил удар по голове[87].
- 9 августа — находящийся на отдыхе лидер СССР Н. С. Хрущёв принял в Гаграх государственного секретаря США Дина Раска, приехавшего в Москву на подписание Договора о запрещении испытаний ядерного оружия[88].
- 12 августа
  - Президент Египта Г. А. Насер подписал декрет № 72 о переходе в руки государства 278 промышленных и транспортных компаний, Началась новая волна национализации экономики, партийная газета «Аль-Гумхурия» вышла под заголовком «Добро пожаловать, социализм»![89].
  - Под Североморском (Мурманская область) разбился стратегический бомбардировщик «Ту-16», погиб весь экипаж, 6 человек[6].
- 15 августа
  - В Республике Конго произошла «Августовская революция» («Три славных дня») — после трёх дней народных выступлений свергнут режим аббата Фюльбера Юлу[90].
  - Албания заявила об отказе присоединиться к Московскому договору о запрещении испытаний ядерного оружия в атмосфере, космическом пространстве и под водой от 5 августа 1963 года. Было также заявлено, что Албания против заключения пакта о ненападении между НАТО и Варшавским договором[53].
- 16 августа
  - По решению армии и профсоюзов главой временного правительства Республики Конго назначен бывший министр планирования Альфонс Массамба-Деба[91].
  - Бывший диктатор Венесуэлы генерал Маркос Перес Хименес, обвиняемый в присвоении 13,5 миллиона долларов, выдан правительством США венесуэльским властям и самолётом доставлен в Каракас[92].
- 20 августа — Советский Союз и Иордания установили дипломатические отношения[93].
- 21 августа — в результате остановки двигателей пассажирский самолёт Ту-124 приводнился на Неву. Пассажиры и члены экипажа остались живы[94].
- 22 августа — Мавритания запретила судам и авиации Португалии и ЮАР пользоваться своими портами и аэродромами[95].
- 23 августа — Верховный суд Чехословакии по решению ЦК КПЧ пересмотрел судебные решения, принятые на политических процессах 1949—1951 годов. Сняты обвинения с бывшего генерального секретаря партии Рудольфа Сланского (повешен в 1953 году), Густава Гусака и др. репрессированных руководителей КПЧ. При этом ЦК КПЧ подтвердил исключение Р. Сланского из партии за нарушения законности[96].
- 24 августа — Катастрофа Ил-14 под Кутаиси.

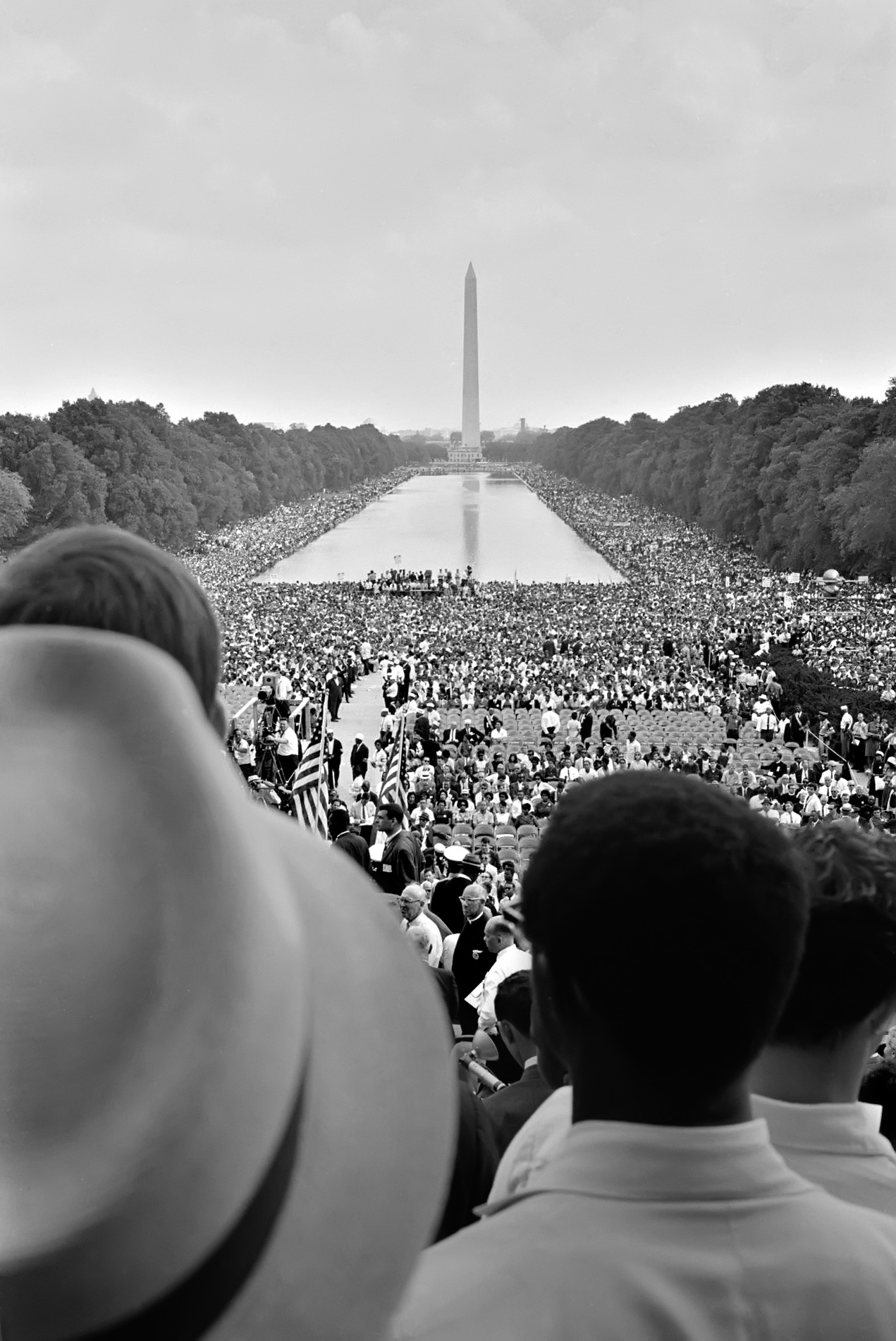
Марш на Вашингтон за рабочие места и свободу

- 28 августа — речь Мартина Лютера Кинга «У меня есть мечта» во время демонстрации в защиту гражданских прав в Вашингтоне[97].
- 30 августа — в соответствии с соглашениями в Женеве от 20 июня 1963 года между Вашингтоном и Москвой установлена «горячая линия», снизившая вероятность случайного начала военных действий[15][47].

### Сентябрь
- 2 сентября
  - В Амране собралась конференция 500 шейхов племён Северного Йемена, мусульманских богословов и представителей властей Йеменской Арабской Республики по вопросу о будущем страны. Конференция высказалась за сохранение республиканского режима[98].
  - Президент Ирака маршал Абдул Салам Ареф подписал в Дамаске договор об экономическом союзе Сирии и Ирака[34].
- 4 сентября — Катастрофа SE-210 в Дюрренеше.
- 5 сентября — подписано соглашение о содействии СССР строительству ядерной установки в Афганистане[59].
- 6 сентября — Советско-китайский раскол: пресса КНР начинает публикацию 8 статей с резкой критикой СССР и КПСС как ответ на открытое письмо ЦК КПСС от 14 июля 1963 года. За этим следуют ответ советской стороны в виде письма ЦК КПСС от 29 ноября 1963 года[99].
- 8 сентября — на референдуме принята Конституция Алжира, утверждённая Национальным собранием 28 августа[31]
- 9 сентября — Советско-китайский раскол: нота МИД СССР с протестом против хулиганских действий граждан Китайской Народной Республики на пограничной станции Наушки[22].
- 15 сентября — Ахмед Бен Белла избран первым президентом Алжира в ходе прямых выборов (до 19 июня 1965 года)[31].
- 16 сентября
  - В Куала-Лумпуре состоялось провозглашение нового государства — Федерации Малайзия[100].
  - В Йеменской Арабской Республике в соответствии с решениями Амранской конференции издан указ о создании племенного ополчения[101].
  - Египет разорвал торговые и экономические связи с Португалией[102].
- 18 сентября — в ходе массовых волнений в Индонезии, начавшихся 16 сентября после провозглашения Федерации Малайзия, в Джакарте сожжено посольство Великобритании[103].
- 19 сентября — Президиум Верховного Совета СССР указом передал в состав Узбекистана свыше 4 миллионов гектар плодородных земель Казахстана, изменив границу между республиками[14].
- 20 сентября — решением Пленума ЦК КПЧ снят с поста председатель Совета министров Чехословакии Вильям Широкий. Новым главой правительства назначен член Президиума ЦК КПЧ Йозеф Ленарт[104].
- 25 сентября
  - В результате военного переворота в Доминиканской Республике свергнуто гражданское правительство Хуана Боша. К власти пришёл военный триумвират во главе с генералом Эмилио дос Сантосом[105].
  - Советский Союз продаёт в Великобританию партию автомобилей «Волга» ГАЗ-21 модели 1962 года[15].
- 29 сентября — в Алжире началось восстание в Кабилии, поддержанное войсками командующего 7-м военным округом генерала Моханда У эль-Хаджа[31].
- 30 сентября — начался визит в СССР министра обороны Алжира полковника Хуари Бумедьена. В результате переговоров СССР предоставил Алжиру кредит в 90 миллионов рублей[106].

### Октябрь
- 1 октября — Нигерия провозглашена федеративной республикой. Британский генерал-губернатор Бенджамин Ннамби Азикиве, представлявший королеву Елизавету II как главу нигерийского государства, стал президентом Нигерии[107].
- 3 октября — военный переворот в Гондурасе. Гражданский президент Рамон Вильеда Моралес свергнут, власть перешла командующему армией полковнику Освальдо Лопесу Арельяно[108]
- 4 октября
  - Ирак признал независимость Кувейта[34].
  - Катастрофа Ан-8 под Новгородом.
- 5 октября — в ходе кампании сопротивления режиму Нго Динь Зьема молодой буддистский монах совершил самосожжение в центре Сайгона. Для контроля над ситуацией власти Южного Вьетнама вывели на улицы столицы танки и бронемашины[109].
- 9 октября
  - Уганда провозглашена республикой. Первым президентом страны стал король Буганды Мутеса II[110].
  - В результате оползня горной породы на плотине Вайонт (Италия) произошла одна из самых крупных аварий в истории гидротехнического строительства, унёсшая жизни от 2 до 3 тысяч человек.
  - Сирия и Ирак заключили договор о военном союзе[34].
- 12 октября — на пост президента Аргентины вступил Артуро Умберто Ильиа, набравший большинство голосов на президентских выборах 7 июля 1963 года[111].
- 14 октября
  - Начало Алжиро-марокканского пограничного конфликта, войска Марокко начали наступление в районе Колон-Бешара и углубились в Алжир на 100 километров. В Алжире объявлена всеобщая мобилизация[31].
  - Шейх Раджих бен Галеб Лабуза поднимает антибританское восстание йеменских племён в горах Радфана (Федерация Южной Аравии). Восстание было поддержано недавно созданным Национальным фронтом оккупированного юга Йемена[112], началась партизанская борьба за освобождение Южного Йемена от власти Великобритании, закончившаяся провозглашением независимости Южного Йемена и созданием в 1967 году Народной Республики Южного Йемена.
- 15 октября
  - Ушёл в отставку первый Федеральный канцлер Германии Конрад Аденауэр. Новым федеральным канцлером стал министр хозяйства Людвиг Эрхард[113].
  - Президентские выборы в Южной Корее. Генеральный секретарь Верховного совета национальной перестройки генерал Пак Чон Хи избран на пост президента[114].
  - Французские войска эвакуированы с военной базы в Бизерте. В этот же день в Бизерту вступила армия Туниса. В декабре состоялась официальная церемония поднятия над базой тунисского флага[115].
- 17 октября
  - Генеральная Ассамблея ООН приняла резолюцию № 1884, призывающую все нации воздержаться от выведения на орбиты вокруг Земли или размещения в космосе ядерных вооружений или любых других видов оружия массового уничтожения[116].
  - Между СССР и Афганистаном подписано Соглашение об оказании Советским Союзом технического содействия Афганистану в организации добычи и использования природного газа месторождений в северных районах Афганистана
  - Открытие первой очереди Северо-Крымского канала[117].
- 18 октября
  - После разоблачения связи министра обороны Великобритании Джона Профьюмо с советской разведкой ушёл в отставку премьер-министр Великобритании Гарольд Макмиллан. Новым лидером Консервативной партии и премьер-министром стал министр иностранных дел Александр Дуглас-Хьюм[118].
  - В СССР произведён запуск ИСЗ «Космос-20».
- 20 октября — Катастрофа Ил-14 на острове Греэм-Белл.
- 21 октября — в перестрелке с бойцами ЗОМО убит Юзеф Франчак, последний в Польше боец вооружённого антикоммунистического подполья.
- 24 октября
  - В Краснодаре закончился открытый судебный процесс по делу девяти функционеров зондеркоманды 1-А, виновных в гибели тысяч советских людей во время немецкой оккупации. Всем обвиняемым вынесен смертный приговор[119].
  - Пожар на космодроме Байконур в одной из боевых шахт ракеты Р-9. Погибло семь человек.
- 28 октября — в условиях всеобщей забастовки смещён с поста первый президент Дагомеи Юбер Мага. Власть перешла к начальнику Штаба армии полковнику Кристофу Согло, который назначил на 1964 год референдум по новой Конституции и всеобщие выборы[120].
- 30 октября — в Бамако президенты Алжира и Мали, король Марокко и император Эфиопии заключили соглашение о прекращении огня между Алжиром и Марокко с 1 ноября 1963 года. Соглашение не было выполнено[31].

### Ноябрь
- 1 ноября — в СССР произведён запуск первого ИСЗ, умеющего маневрировать в космосе «Полёт-1».
- 2 ноября — военный переворот в Южном Вьетнаме. Президент Нго Динь Зьем свергнут и расстрелян, командование армией сформировало для управления страной Военный революционный комитет во главе с генералом Зыонг Ван Минем[121].
- 11 ноября — в СССР произведён запуск ИСЗ «Космос-21».
- 12 ноября — в результате конфликта в руководстве правящей иракской партии БААС в Багдаде начинаются бои. На следующий день группа радикальных руководителей во главе с бывшим генеральным секретарём партии Али Салехом Саади выслана в Мадрид. Конфликт в руководстве Ирака продолжился[34].
- 14 ноября — в ходе извержения подводного вулкана появился остров Суртсей
- 15 ноября
  - По состоянию здоровья ушёл в отставку премьер-министр Исландии Олафур Трюггвасон Торс. Новым главой правительства стал министр юстиции Бьярни Бенедиктссон[122][123].
  - Президент Аргентины Артуро Умберто Ильиа объявил о национализации всей нефтяной промышленности и ликвидации иностранных нефтяных концессий, включая концессии США[124].
- 16 ноября
  - Национальное собрание Камбоджи по предложению Нородома Сианука приняло решение о национализации в 1964 году внешней торговли и установлении государственного контроля над банками[125].
  - В СССР произведён запуск ИСЗ «Космос-22».
- 18 ноября
  - В результате военного переворота в Ираке Партия арабского социалистического возрождения отстранена от власти. Власть перешла к президенту маршалу Абдул Саламу Арефу[16].
  - Завершилась чрезвычайная сессия Совета министров иностранных дел ОАЕ в Аддис-Абебе, занимавшаяся вопросами урегулирования алжиро-марокканского конфликта[31].

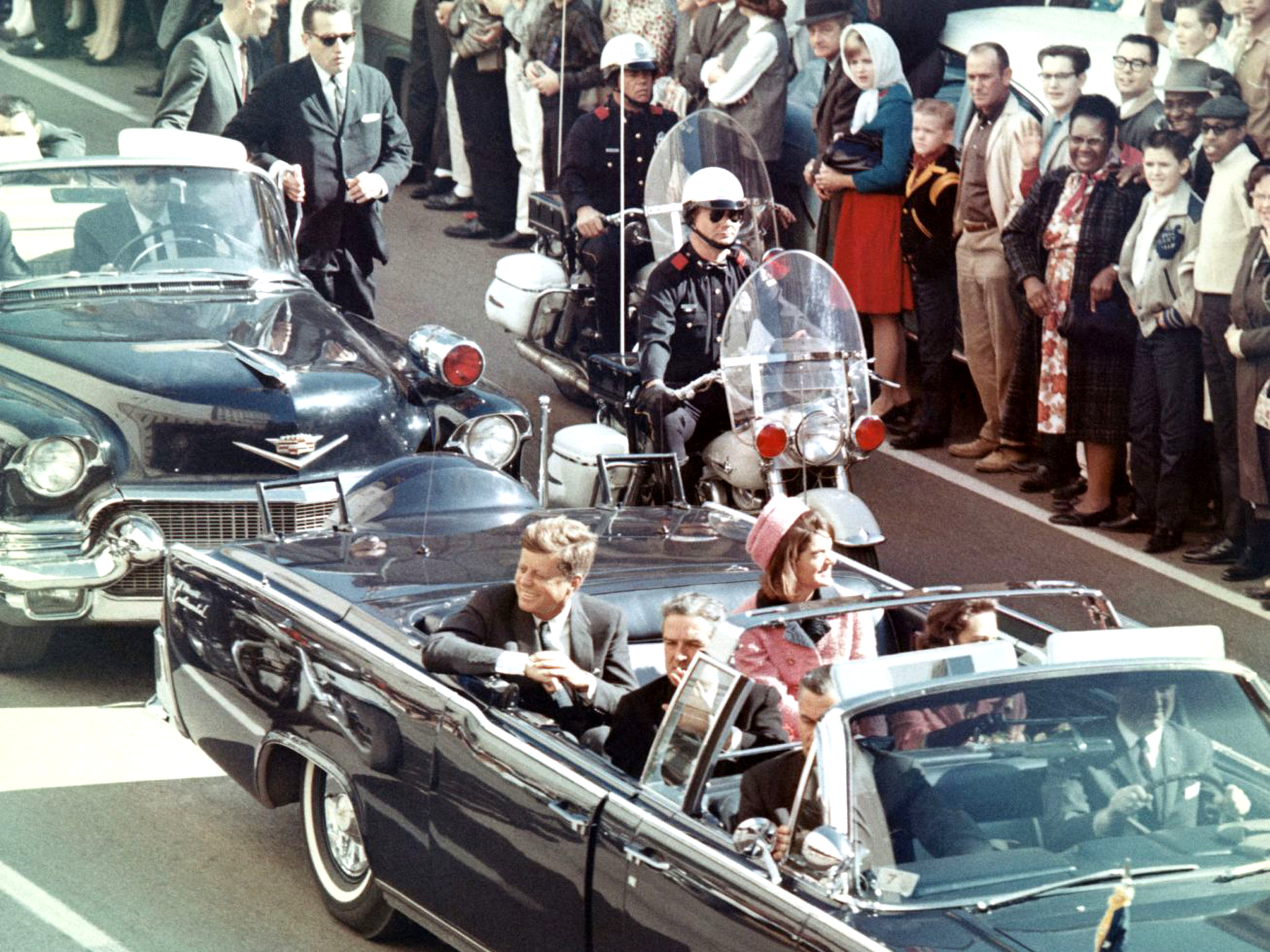
Джон Кеннеди со своей женой Жаклин Кеннеди в лимузине в Далласе, за несколько минут до убийства Джона Кеннеди

- 22 ноября — в Далласе (штат Техас, США) был убит 35-й президент США Джон Кеннеди. Новым президентом, согласно конституции США, стал Линдон Джонсон (до 20 января 1969 года), бывший при Кеннеди вице-президентом. По обвинению в покушении на Дж. Кеннеди арестован Ли Х. Освальд.
- 23 ноября
  - В Ленинграде начался 31-й чемпионат СССР по шахматам.
  - В Великобритании вышла первая серия «Неземное дитя» наиболее длинного в истории и идущего до сих пор научно-фантастического сериала «Доктор Кто».
- 24 ноября — Советский Союз установил дипломатические отношения с Руандой[126].
- 27 ноября — Чехословакия и СССР подписали Протокол о продлении Договора о дружбе, взаимной помощи и послевоенном сотрудничестве от 12 декабря 1943 года.
- 29 ноября
  - В связи с разрушениями от урагана «Флора» Советский Союз направил на Кубу оборудование для строительства завода крупнопанельного домостроения[7].
  - Катастрофа DC-8 под Монреалем.

### Декабрь
- 1 декабря — на месторождении Урта-Булак произошла авария с выбросом природного газа. Факел горел в течение трёх лет (1064 дня), фонтан газа достигал высоты 70 метров, объём сгораемого газа составлял до 12 миллионов м3 в сутки[127][128][129].
- 2 декабря — в Приморском крае разбился стратегический бомбардировщик «Ту-16», погиб весь экипаж, 6 человек[6].
- 4 декабря
  - Новое правительство Италии сформировал политический секретарь Христианско-демократической партии Альдо Моро[57].
  - Советско-китайский раскол: китайская газета «Жэньминь жибао» обвинила Советский Союз в тяжёлом экономическом положении КНР[99].
- 8 декабря
  - Скоропостижно скончался премьер-министр Таиланда фельдмаршал Сарит Танарат, в 1958 году установивший в стране диктаторский режим. Через день новым главой правительства назначен его заместитель, министр обороны генерал Таном Киттикачорн[130].
  - В Республике Конго на референдуме принята новая конституция. Одновременно проведены парламентские выборы[131][132].
  - В Элктоне (Мэриленд, США) из-за удара молнии разбился Boeing 707−121 компании Pan Am, погиб 81 человек. Данное происшествие занесено в Книгу рекордов Гиннесса как наибольшее с количеством погибших от удара молнии.
- 9 декабря — между СССР и Народной Республикой Болгарией подписано Соглашение об оказании Союзом ССР технического содействия НРБ в освоении лова рыбы в океанах.
- 10 декабря — получил независимость от Великобритании островной Султанат Занзибар. Султаном независимого государства стал Сеид Джамшид ибн Абдулла[133][134].
- 11 декабря — Генеральная Ассамблея ООН по инициативе СССР и ряда других стран приняла резолюцию № 1949 по Адену и британским протекторатам, признававшую право населения Южного Йемена на свободу и независимость и осуждавшую репрессии британских властей Адена в отношении арабов[135]
- 12 декабря — провозглашена независимость Кении[51].
- 13 декабря — в СССР произведён запуск ИСЗ «Космос-23».
- 16 декабря — Кения и Занзибар стали членами Организации Объединённых Наций[136].
- 19 декабря
  - В СССР произведён запуск ИСЗ «Космос-24».
  - Национальное собрание Республики Конго (Браззавиль) избрало президентом республики главу временного правительства Альфонса Массамба-Деба (до 4 сентября 1968 года)[137][138].
  - Советский Союз и Занзибар установили дипломатические отношения[139].
  - По требованию правительства Камбоджи из Пномпеня эвакуированы военная, экономическая и культурная миссии США[140].
- 21 декабря — Кипрский конфликт: ночью с 20 декабря на Кипре начались столкновения между греками-полицейскими и турками. Турецкая часть полиции отказалась выйти на работу[141].
- 23 декабря
  - Папа римский Павел VI повысил статус Украинской грекокатолической церкви с уровня митрополии до уровня верховного архиепископства.
  - Близ базы ВВС США Колумбус (штат Миссисипи) взорвался в воздухе стратегический бомбардировщик Б-52. Весь экипаж погиб. Командование заявило, что ядерного оружия на борту самолёта не было[142].
  - Президент Египта Гамаль Абдель Насер выступил в Порт-Саиде с предложением созвать совещание глав арабских стран (независимо от их политического строя) для выработке мер по противодействию планам Израиля отвести воды реки Иордан на свою территорию[143].
- 24 декабря — объявлен состав нового правительства Республики Конго во главе с Паскалем Лиссубой (до 15 апреля 1966 года)[144].
- 27 декабря — министерство иностранных дел Албании потребовало отзыва из страны советского персонала, оставленного для охраны и обслуживания эвакуированных советских учреждений и представительств. Албанский персонал также отозван из Москвы[53].
- 30 декабря
  - Кипрский конфликт: на Кипре англо-греко-турецкая комиссия достигла соглашения о прекращении огня и создании нейтральной зоны между сторонами конфликта[145].
  - Король Бурунди Мвамбутса IV на неопределённое время запретил в стране митинги и демонстрации, после того, как 28 декабря в столице прошли выступления против введения налога на крупный рогатый скот[146].
- 31 декабря — в преддверии предоставления независимости отдельным колониям распущена Федерация Родезии и Ньясаленда, британский протекторат на юге Африки[147].

### Без точных дат
- В Вашингтоне открыт для посетителей Национальный музей военно-морских сил США[148].
- Митохондриальная ДНК открыта Маргит Насс и Сильвен Насс в Стокгольмском университете (Швеция) при помощи электронной микроскопии.
- Компьютерная мышь изобретена в Стэнфордском университете Дугласом Энгельбартом.

## Персоны года
Человек года по версии журнала Time — Мартин Лютер Кинг, афроамериканский баптистский проповедник, лидер Движения за гражданские права чернокожих в США.

## Родились
См. также: Категория:Родившиеся в 1963 году

### Январь
- 2 января
  - Сергей Жигунов, актёр.
  - Олег Знарок, советский и латвийский хоккеист, тренер.
- 4 января — Тилль Линдеманн, певец, солист группы Rammstein.
- 14 января
  - Стивен Содерберг, американский режиссёр, продюсер, сценарист, кинооператор, монтажёр.
  - Анна Самохина, советская и российская актриса театра и кино, певица (ум. 2010).
- 15 января — Юлия Дамскер, российская актриса, сценарист, режиссёр кино.
- 20 января — Ингеборга Дапкунайте, актриса.
- 23 января — Гейл О’Грэйди, американская актриса.
- 26 января
  - Моуриньо, Жозе, футбольный тренер.
  - Лоноу, Клаудия, американская актриса, сценарист и телевизионный продюсер.
- 28 января — Сергей Евгеньевич Супонев, российский телеведущий детских программ, в том числе Звёздный час (ум. в 2001).
- 30 января — Тина Мэлоун, английская актриса, кинорежиссёр, сценарист и кинопродюсер.

### Февраль
- 6 февраля — Клаудия Оана, бразильская певица, актриса театра, кино и телевидения.
- 7 февраля — Владимир Викторович Злобин, российский конструктор стрелкового оружия.
- 8 февраля — Марта Клубович, польская актриса театра, кино и телевидения, также актриса озвучивания.
- 10 февраля — Людмила Артемьева, российская актриса театра и кино, телеведущая. Заслуженная артистка России (1997).
- 15 февраля — Валерий Соловьёв, российский актёр театра и кино, заслуженный артист России (2005).
- 17 февраля — Майкл Джордан, профессиональный баскетболист.
- 19 февраля — Джессика Так, американская актриса.
- 28 февраля — Сергей Маврин, советский и российский рок-музыкант, гитарист, композитор, поэт.

### Март
- 1 марта
  - Томас Андерс, немецкий поп-певец, бывший солист группы «Modern Talking».
  - Айдан Шенер, турецкая модель и киноактриса.
  - Елена Обревко, заслуженная артистка России (2002).
- 2 марта — Евгений Дятлов, российский певец и актёр.
- 5 марта — Лика Нифонтова, российская актриса. Народная артистка Российской Федерации (2005).
- 11 марта — Алекс Кингстон, английская актриса.
- 14 марта — Педро Дуке, первый испанский астронавт и государственный деятель.
- 18 марта
  - Жулия Лемертс, бразильская актриса.
  - Ванесса Уильямс, американская певица, автор песен, продюсер, актриса и модель.
- 19 марта — Дарья Шпаликова, советская актриса.
- 20 марта
  - Анук Гринбер, французская актриса театра и кино, писательница и художница.
  - Кэти Айрленд, американская актриса и модель.
- 25 марта — Елена Кищик, российская актриса театра и кино.
- 27 марта
  - Квентин Тарантино, американский кинорежиссёр, актёр, сценарист и кинопродюсер.
  - Михаил Щербаков, российский поэт, автор и исполнитель собственных песен.
  - Шуша, бразильская поп-певица и телеведущая.
- 29 марта — Трейси Э. Брегман, американская актриса мыльных опер.
- 30 марта — Алексей Михайличенко, советский футболист.
- 31 марта — Гарик Кричевский, украинский автор-исполнитель, заслуженный артист Украины.

### Апрель
- 8 апреля — Джулиан Леннон, английский музыкант, сын Джона Леннона.
- 13 апреля — Гарри Каспаров, советский и российский шахматист, международный гроссмейстер, чемпион мира, политик.
- 22 апреля — Скотт Макгарви, шотландский футболист, выступавший на позиции нападающего.
- 25 апреля — Филиппин Леруа-Больё, французская актриса театра, кино и телевидения.
- 26 апреля — Джет Ли, китайский киноактёр, спортсмен ушу.

### Май
- 8 мая — Борис Шувалов, российский актёр кино и дубляжа.
- 10 мая
  - Анатолий Лебедь (ум. в 2012), российский офицер, Герой Российской Федерации.
  - Оксана Пушкина, российская телеведущая, общественный деятель.
- 11 мая — Константин Меладзе, советский, российский и украинский композитор и музыкальный продюсер.
- 12 мая — Ванесса Уильямс, американская актриса.
- 15 мая — Бренда Бакки, американская актриса.
- 16 мая — Мухтар Аблязов, казахстанский политик и предприниматель, лидер общественного движения «Демократический выбор Казахстана».
- 24 мая — Маргарита Сергеечева, советская и российская актриса.
- 29 мая — Дебора Блок, бразильская актриса.

### Июнь
- 3 июня — Аница Добра, сербская киноактриса.
- 7 июня — Джулиан Лоуэнфельд, американский и российский поэт, драматург, судебный юрист, композитор и переводчик.
- 9 июня — Джонни Депп, американский актёр.
- 10 июня — Джинн Трипплхорн, американская актриса.
- 15 июня — Хелен Хант, американская актриса.
- 20 июня — Ольга Прокофьева, советская и российская актриса театра и кино, телеведущая. Заслуженная артистка России (2001).
- 21 июня — Светлана Хакимова, актриса Башкирского Государственного Академического театра драмы им. Мажита Гафури. Народная артистка Республики Башкортостан (2006).
- 24 июня — Юрий Каспарян, советский и российский рок-музыкант. Известен как соло-гитарист рок-группы «Кино»
- 24 июня — Лариса Шахворостова, российская актриса.
- 25 июня — Де Васкес, Девин, американская модель и актриса.
  - Джордж Майкл, британский певец, поэт и композитор (ум. 2016).
- 26 июня — Михаил Ходорковский, российский предприниматель, общественный деятель, публицист.

### Июль
- 4 июля — Уте Лемпер, немецкая актриса, певица, танцовщица, художник.
- 5 июля — Эди Фалко, американская актриса.
- 7 июля — Вонда Шепард, американская актриса, певица, автор песен, композитор и гитаристка.
- 8 июля
  - Дмитрий Певцов, советский и российский актёр театра и кино, певец, педагог, автогонщик. Народный артист России (2001). Лауреат Государственной премии РФ (1996).
  - Марина Журавлёва, советская и российская певица, автор песен.
- 10 июля — Сергей Булыгин, советский и белорусский биатлонист, олимпийский чемпион 1984 года.
- 11 июля — Лиза Ринна, американская телеведущая, актриса, бизнесвумен, писатель, танцовщица и светская львица.
- 12 июля — Александр Домогаров, советский и российский актёр театра и кино, телеведущий, эстрадный певец, исполнитель авторской песни, русского рока и русского шансона, народный артист Российской Федерации (2007).
- 13 июля
  - Светлана Салахутдинова, актриса Приморского краевого академического драматического театра имени М.Горького. Заслуженная артистка России (1998).
  - Вадим Казаченко, советский и российский эстрадный певец, заслуженный артист Российской Федерации.
- 15 июля — Бригитта Нильсен, датская актриса, фотомодель и певица.
- 16 июля — Фиби Кейтс, американская актриса и певица.
- 17 июля — Алехандра Мальдонадо, известная мексиканская актриса и телеведущая.
- 18 июля — Марк Жирарделли, люксембургский горнолыжник, пятикратный обладатель Кубка мира и четырёхкратный чемпион мира
- 19 июля — Сергей Зверев, российский парикмахер, дизайнер причёсок, визажист, стилист, шоумен.
- 22 июля — Джоанна Гоинг, американская актриса.
- 26 июля
  - Елена Стародуб, российская актриса театра и кино, заслуженная артистка Российской Федерации.
  - Инга Третьякова, советская актриса и певица, запомнилась, преимущественно, по детским фильмам.
- 29 июля — Александра Пол, американская актриса.
- 30 июля
  - Лиза Кудроу, американская актриса, продюсер, телеведущая и комедиантка, наиболее известная по роли Фиби Буффе в ситкоме NBC «Друзья», за которую получила премию «Эмми» в 1998 году.
  - Моник Габриэль, американская актриса и фотомодель.
- 31 июля — Дзюндзи Ито, японский мангака

### Август
- 1 августа — Джон Кэрролл Линч, актёр театра и кино.
- 3 августа
  - Ирина Чериченко, советская и российская киноактриса.
  - Джеймс Хэтфилд, один из основателей, вокалист и ритм-гитарист группы «Metallica».
  - Лиза Энн Уолтер, американская актриса, комик, режиссёр, сценарист и продюсер.
- 4 августа — Нина Кирсо, советская и украинская певица, солистка группы «Фристайл» (ум. 2020).
- 5 августа — Наталья Лапина, советская и российская актриса театра и кино, эстрадная певица.
- 9 августа — Уитни Хьюстон, американская поп-певица (ум. 2012).
- 13 августа — Шридеви, индийская актриса и продюсер (ум. 2018).
- 14 августа — Эммануэль Беар, французская актриса.
- 15 августа — Валерий Левоневский, предприниматель, политик, общественный деятель, руководитель Стачкома предпринимателей Беларуси, бывший политический заключённый и узник совести.
- 21 августа — Мухаммед VI, король Марокко.
- 23 августа — Глория Пирес, бразильская актриса.
- 24 августа — Хидэо Кодзима, японский геймдизайнер.
- 31 августа — Кристина Лилли, актриса американского происхождения, более известная по ролям в латиноамериканских сериалах.

### Сентябрь
- 2 сентября
  - Станислав Саламович Черчесов, российский футбольный тренер.
  - Сью Кливер, английская актриса.
- 3 сентября — Серена Гордон, английская актриса и информатик.
- 5 сентября — Анна Элбакян, советская и армянская актриса театра и кино, заслуженная артистка Армении.
- 6 сентября — Бетси Расселл, американская киноактриса.
- 7 сентября — Эрик Линн Райт (Eazy-E), американский рэпер, основоположник жанра Gangsta Rap (ум. в 1995)
- 10 сентября — Алексей Самолётов, российский тележурналист, режиссёр, обозреватель телеканала «Звезда». Ранее: специальный корреспондент программ «Вести», «Вести-Москва», ведущий программы «Мир на грани».
- 11 сентября
  - Геннадий Литовченко, советский футболист.
  - Габриэла Гольдсмит, мексиканская актриса.
- 16 сентября — Курт Фуллер, американский актёр.
- 19 сентября — Алессандра Мартинес, итальяно-французская актриса.
- 20 сентября — Андрей Державин, советский и российский певец, композитор и аранжировщик, участник групп Сталкер и Машина времени.
- 21 сентября — Кармен Мачи, испанская актриса и певица.
- 25 сентября — Кили Шэй Смит, американская актриса, журналистка, телеведущая и писательница.
- 26 сентября — Лизетт Энтони, британская актриса.
- 27 сентября — Станислава Коуфалова, известная чехословацкая актриса.
- 28 сентября
  - Владимир Турчинский («Динамит») (ум. 2009), рекордсмен в силовых видах спорта, актёр и телевизионный ведущий.
  - Сьюзан Уолтерс, американская актриса и модель.
- 30 сентября — Андрей Константинов, российский писатель, журналист, киносценарист.

### Октябрь
- 1 октября — Бет Чамберлин, американская телевизионная актриса.
- 6 октября
  - Элизабет Шу, американская актриса.
  - Наталья Эсхи, советская и российская актриса театра и кино.
- 8 октября — Татьяна Агафонова, советская и российская киноактриса.
- 11 октября — Игорь Верник, российский актёр театра и кино, телеведущий, народный артист России.
- 14 октября — Лори Петти, американская актриса.
- 16 октября — Памела Бах, американская актриса, продюсер и бизнесвумен.
- 20 октября — Владимир Соловьёв, российский журналист, теле- и радиоведущий, а также писатель, актёр, певец и общественный деятель. Кандидат экономических наук (1990).
- 25 октября
  - Трейси Нельсон, американская актриса.
  - Мелинда Макгроу, американская актриса.
- 27 октября — Марла Мейплз, американская актриса и продюсер.
- 28 октября — Лорен Холли, американская актриса.
- 30 октября — Кристина Вагнер, американская актриса.
- 31 октября — Роб Шнайдер, американский комедийный киноактёр.

### Ноябрь
- 5 ноября — Татум О’Нил, американская актриса кино и телевидения.
- 6 ноября — Джонна Ли, американская актриса, художница и скульптор.
- 10 ноября
  - Михаил Ефремов, советский и российский актёр театра и кино.
  - Максим Суханов, российский актёр театра и кино.
- 14 ноября — Лолита Милявская, певица, актриса, телеведущая.
- 19 ноября — Терри Фаррелл, американская актриса и модель.
- 20 ноября — Минг-На Вен, американская актриса.
- 21 ноября — Николетт Шеридан, британская актриса.
- 22 ноября — Илзе Лиепа, российская балерина, актриса театра и кино.
- 26 ноября — Дмитрий Табачник, украинский политический и государственный деятель, историк.
- 27 ноября
  - Владимир Машков, российский актёр.
  - Наталья Бузько, советская и украинская актриса, Заслуженная артистка Украины (2009).
- 28 ноября — Умар Ли, малийский политический деятель, премьер-министр Мали с 2013 года по 2014 год.

### Декабрь
- 4 декабря — Светлана Йозефий, советская и российская актриса театра и кино, заслуженная артистка России (2003).
- 9 декабря
  - Зураб Жвания, грузинский политический и государственный деятель (ум. 2005).
  - Ирина Бякова, советская и российская актриса театра и кино. Заслуженная артистка России.
- 14 декабря
  - Витаутас Юозапайтис, литовский оперный певец (баритон), педагог (профессор), телеведущий.
  - Синтия Гибб, американская актриса.
- 15 декабря
  - Хелен Слейтер, американская актриса кино, автор и исполнительница песен.
  - Кристиана Оливейра, бразильская актриса.
- 16 декабря — Бенджамин Брэтт, американский актёр.
- 18 декабря — Брэд Питт, американский актёр и продюсер.
- 19 декабря
  - Тиль Швайгер, немецкий актёр, режиссёр, продюсер и сценарист.
  - Дженнифер Билз, американская актриса.
- 26 декабря — Ларс Ульрих, американский рок-музыкант (барабанщик и продюсер) датского происхождения. Один из основателей группы Metallica.
- 27 декабря — Гаспар Ноэ, французский режиссёр, сценарист.

## Скончались
См. также: Категория:Умершие в 1963 году
- 23 января — Юзеф Гославский, польский скульптор и медальер.
- 29 января — Роберт Фрост, американский поэт.
- 30 января — Франсис Пуленк, французский композитор.
- 3 июня — Иоанн XXIII, папа римский.
- 7 сентября — Никон (Воробьёв), игумен, духовный писатель.
- 10 октября — Эдит Пиаф, французская певица, шансонье.
- 11 октября — Жан Кокто, французский писатель и кинорежиссёр.
- 3 ноября — Август Мартынович Кирхенштейн, латвийский советский государственный деятель, президент и премьер-министр Латвии в 1940 году, председатель Президиума Верховного Совета Латвийской ССР в 1940—1952 годах.
- 22 ноября — Джон Фицджеральд Кеннеди, 35-й президент США.
- 22 ноября — Клайв Стэйплз Льюис — английский писатель ирландского происхождения.
- 22 ноября — Олдос Хаксли, писатель.
- 24 ноября — Ли Харви Освальд, вероятный убийца Джона Кеннеди.
- 25 ноября — Александр Иванович Маринеско — известный советский офицер-подводник Краснознамённого Балтийского флота, капитан 3 ранга.

## Нобелевские премии
- Физика:
  - Юджин Пол Вигнер — «За вклад в теорию атомного ядра и элементарных частиц, особенно с помощью открытия и приложения фундаментальных принципов симметрии».
  - Мария Гёпперт-Майер и Ханс Йенсен — «За открытия, касающиеся оболочечной структуры ядра».
- Химия — Карл Циглер, Джулио Натта — «За открытие изотактического полипропилена».
- Медицина или физиология — Джон Эклс, Алан Ходжкин, Эндрю Филдинг Хаксли — «За открытия, касающиеся ионных механизмов возбуждения и торможения в периферических и центральных участках нервных клеток».
- Литература — Йоргос Сеферис — «За выдающиеся лирические произведения, исполненные преклонения перед миром древних эллинов».
- Премия мира — Международный комитет Красного Креста (к его столетию)